# 433512 Hollyholman
433512 Hollyholman este o planetă minoră (asteroid), cu un diametru de 1,773 km, din centura de asteroizi. A fost descoperită pe 26 noiembrie 2009 la Mount Lemmon⁠(d) de Mount Lemmon Survey⁠(d). 
Obiectul prezintă o orbită caracterizată de o semiaxă mare de 2,544320743988 UAi, o excentricitate de 0,14249807916918, o înclinație de 5,5199490757672 ° în raport cu ecliptica.